# Виавсо
Виавсо (англ. Wiawso) — город в Гане. Административный центр области Вестерн-Норт. Расположен на левом берегу реки Тано, юго-восточнее истоков реки Анкобра, западнее города Сефви-Бекваи, юго-западнее Бибиани, в 108 километрах к юго-западу от Кумаси.
В городе находится кафедра епархии Виавсо Католической церкви.